# Nippon Ichi Software
Nippon Ichi Software (日本一ソフトウェア, Nippon Ichi Sofutowea) est un développeur et éditeur de jeux vidéo japonais fondé en 1991 dans la préfecture de Gifu. Nippon Ichi veut dire «le meilleur du Japon» ou le «Numéro 1 au Japon» et est souvent abrégé par «N1».

## Histoire
Nippon Ichi Software a été fondé dans la préfecture de Gifu en septembre 1991.

## Jeux

### Nippon Ichi Software
| Titre                                                                | Plates-formes                                    | Date de sortie    | Développeur                              | JP  | AN  | EU  | AU  | Référence        |
| -------------------------------------------------------------------- | ------------------------------------------------ | ----------------- | ---------------------------------------- | --- | --- | --- | --- | ---------------- |
| Pieces                                                               | Super Nintendo                                   | 22 juillet 1994   | Prism Kikaku                             | Oui | Oui |     |     | [réf. souhaitée] |
| Jigsaw World (ja)                                                    | PlayStation                                      | 3 février 1995    | Nippon Ichi Software                     | Oui |     |     |     | [ 3 ]            |
| The Oni Taiji: Mezase! Nidaime Momotarō                              | PlayStation                                      | 13 octobre 1995   | Nippon Ichi Software                     | Oui |     |     |     | [ 4 ]            |
| Hanafuda Graffiti: Koikoi Monogatari                                 | PlayStation                                      | 10 mai 1996       | Nippon Ichi Software                     | Oui |     |     |     | [ 5 ]            |
| Jigsaw Island: Japan Graffiti                                        | PlayStation                                      | 13 septembre 1996 | Nippon Ichi Software                     | Oui |     |     |     | [ 6 ]            |
| Logic Mahjong Sōryu                                                  | PlayStation                                      | 20 décembre 1996  | Nippon Ichi Software                     | Oui |     |     |     | [ 7 ]            |
| Angel Blade: Neo Tokyo Guardians (ja)                                | PlayStation                                      | 3 juillet 1997    | Nippon Ichi Software                     | Oui |     |     |     | [ 8 ]            |
| Doki Doki Shutter Chance: Koi no Puzzle o Kumitatete                 | PlayStation                                      | 23 octobre 1997   | Nippon Ichi Software                     | Oui |     |     |     | [ 9 ]            |
| SatelliTV                                                            | PlayStation                                      | 8 janvier 1998    | Nippon Ichi Software                     | Oui |     |     |     | [ 10 ]           |
| Cooking Fighter Hao                                                  | PlayStation                                      | 21 mai 1998       | Nippon Ichi Software                     | Oui |     |     |     | [ 11 ]           |
| Rhapsody: A Musical Adventure                                        | PlayStation                                      | 17 décembre 1998  | Nippon Ichi Software                     | Oui | Oui |     |     | [ 12 ]           |
| Logic Mahjong Sōryu: 3-Player Version                                | PlayStation                                      | 4 mai 1999        | Nippon Ichi Software                     | Oui |     |     |     | [ 13 ]           |
| Little Princess: Marl Ōkoku no Ningyō Hime 2                         | PlayStation                                      | 25 novembre 1999  | Nippon Ichi Software                     | Oui |     |     |     | [ 14 ]           |
| Tenshi no Present: Marl Ōkoku Monogatari                             | PlayStation 2                                    | 21 décembre 2000  | Nippon Ichi Software                     | Oui |     |     |     | [ 15 ]           |
| Marl de Jigsaw                                                       | PlayStation 2                                    | 15 novembre 2001  | Nippon Ichi Software                     | Oui |     |     |     | [ 16 ]           |
| La Pucelle : Tactics                                                 | PlayStation 2                                    | 31 janvier 2002   | Nippon Ichi Software                     | Oui | Oui | Oui |     | [ 17 ]           |
| Jigsaw Madness                                                       | PlayStation                                      | 1er décembre 2002 | Nippon Ichi Software                     |     | Oui | Oui |     | [ 18 ]           |
| Disgaea: Hour of Darkness                                            | PlayStation 2                                    | 30 janvier 2003   | Nippon Ichi Software                     | Oui | Oui | Oui |     | [ 19 ]           |
| Meth Ethereal: Seirei no Sumu Shima                                  | Téléphones mobiles                               | 1er avril 2003    | Nippon Ichi Software                     | Oui |     |     |     | [ 20 ]           |
| Marl Jong!!                                                          | PlayStation                                      | 23 avril 2003     | Nippon Ichi Software                     | Oui |     |     |     | [ 21 ]           |
| Phantom Brave                                                        | PlayStation 2                                    | 22 janvier 2004   | Nippon Ichi Software                     | Oui | Oui | Oui |     | [ 22 ]           |
| Mugen Keitai Disgaea                                                 | Téléphones mobiles                               | 25 avril 2004     | Nippon Ichi Software                     | Oui |     |     |     | [ 23 ]           |
| Hayarigami: Keishichō Kaii Jiken File                                | PlayStation 2                                    | 5 août 2004       | Nippon Ichi Software                     | Oui |     |     |     | [ 24 ]           |
| Marl Ōkoku no Ningyō Hime i                                          | Téléphones mobiles                               | 24 janvier 2005   | Nippon Ichi Software                     | Oui |     |     |     | [ 25 ]           |
| Makai Kingdom: Chronicles of the Sacred Tome                         | PlayStation 2                                    | 17 mars 2005      | Nippon Ichi Software                     | Oui | Oui | Oui |     | [ 26 ]           |
| Eien no Aseria: The Spirit of Eternity Sword (ja)                    | PlayStation 2                                    | 12 mai 2005       | Xuse                                     | Oui |     |     |     | [ 27 ]           |
| Hayarigami Revenge: Keishichō Kaii Jiken File                        | PlayStation 2                                    | 14 juillet 2005   | Nippon Ichi Software                     | Oui |     |     |     | [ 28 ]           |
| Tristia of the Deep-Blue Sea                                         | PlayStation 2                                    | 11 août 2005      | Kogado Studio, Kumasan Team              | Oui |     |     |     | [ 29 ]           |
| Rasetsu Alternative                                                  | PlayStation 2                                    | 13 octobre 2005   | Kogado Studio                            | Oui |     |     |     | [ 30 ]           |
| Hayarigami Portable: Keishichō Kaii Jiken File                       | PlayStation Portable                             | 15 décembre 2005  | Nippon Ichi Software                     | Oui |     |     |     | [ 31 ]           |
| Duologue                                                             | Téléphones mobiles                               | 20 février 2006   | Nippon Ichi Software                     | Oui |     |     |     | [ 32 ]           |
| Disgaea 2: Cursed Memories                                           | PlayStation 2                                    | 23 février 2006   | Nippon Ichi Software                     | Oui | Oui | Oui | Oui | [ 33 ]           |
| Disgaea: Afternoon of Darkness                                       | PlayStation Portable                             | 30 novembre 2006  | Nippon Ichi Software                     | Oui | Oui | Oui | Oui | [ 34 ]           |
| Little Princess i                                                    | Téléphones mobiles                               | 18 décembre 2006  | Nippon Ichi Software                     | Oui |     |     |     | [ 35 ]           |
| Soul Nomad & the World Eaters                                        | PlayStation 2                                    | 15 février 2007   | Nippon Ichi Software                     | Oui | Oui | Oui |     | [ 36 ]           |
| Neosphere of the Deep-Blue Sky                                       | PlayStation 2                                    | 22 février 2007   | Kogado Studio                            | Oui |     |     |     | [ 37 ]           |
| Amagōshi no Yakata (ja)                                              | PlayStation 2                                    | 8 mars 2007       | FOG Inc.                                 | Oui |     |     |     | [ 38 ]           |
| GrimGrimoire                                                         | PlayStation 2                                    | 12 avril 2007     | Nippon Ichi Software, Vanillaware        | Oui | Oui | Oui | Oui | [ 39 ]           |
| Hayarigami Mobile: Keishichō Kaii Jiken File                         | Téléphones mobiles                               | 1er juillet 2007  | Nippon Ichi Software                     | Oui |     |     |     | [ 40 ]           |
| Dragoneer's Aria                                                     | PlayStation Portable                             | 23 août 2007      | Hit Maker                                | Oui | Oui | Oui |     | [ 41 ]           |
| Hayarigami 2: Keishichō Kaii Jiken File                              | PlayStation 2                                    | 15 novembre 2007  | Nippon Ichi Software                     | Oui |     |     |     | [ 42 ]           |
| Kuon no Kizuna (ja)                                                  | Téléphones mobiles                               | 28 janvier 2008   | Nippon Ichi Software                     | Oui |     |     |     | [ 43 ]           |
| Disgaea 3: Absence of Justice                                        | PlayStation 3                                    | 31 janvier 2008   | Nippon Ichi Software                     | Oui | Oui | Oui |     | [ 44 ]           |
| Tori no Hoshi: Aerial Planet (ja)                                    | PlayStation 2                                    | 28 février 2008   | NK-System                                | Oui |     |     |     | [ 45 ]           |
| Naraku no Shiro: Ichiyanagi Nagomu, Nidome no Junan                  | PlayStation 2                                    | 6 mars 2008       | FOG Inc.                                 | Oui |     |     |     | [ 46 ]           |
| Jigsaw World: Daigekitō! Jig-Battle Heroes                           | Nintendo DS                                      | 26 juin 2008      | Nippon Ichi Software                     | Oui |     |     |     | [ 47 ]           |
| Disgaea DS                                                           | Nintendo DS                                      | 26 juin 2008      | Nippon Ichi Software                     | Oui | Oui | Oui | Oui | [ 48 ]           |
| Makai Gakuen Disgaea                                                 | Téléphones mobiles                               | 30 juin 2008      | Nippon Ichi Software                     | Oui |     |     |     | [ 49 ]           |
| Dragonvein                                                           | Téléphones mobiles                               | 30 juin 2008      | Nippon Ichi Software                     | Oui |     |     |     | [ 50 ]           |
| Infinite Loop: Kojjō ga Miseta Yume (ja)                             | PlayStation Portable                             | 24 juillet 2008   | Nippon Ichi Software                     | Oui |     |     |     | [ 51 ]           |
| Hayarigami 2 Portable: Keishichō Kaii Jiken File                     | PlayStation Portable                             | 7 août 2008       | Nippon Ichi Software                     | Oui |     |     |     | [ 52 ]           |
| Rhapsody: A Musical Adventure                                        | Nintendo DS                                      | 7 août 2008       | Nippon Ichi Software                     | Oui | Oui | Oui | Oui | [ 53 ]           |
| Prinny: Can I Really Be the Hero?                                    | PlayStation Portable                             | 20 novembre 2008  | Nippon Ichi Software                     | Oui | Oui | Oui |     | [ 54 ]           |
| The Conveni DS: Otona no Keiei Ryoku Training                        | Nintendo DS                                      | 27 novembre 2008  | Hamster Corporation                      | Oui |     |     |     | [ 55 ]           |
| Phantom Brave: We Meet Again                                         | Wii                                              | 12 mars 2009      | System Prisma                            | Oui | Oui |     |     | [ 56 ]           |
| Musō Tōrō                                                            | PlayStation Portable                             | 19 mars 2009      | FOG Inc.                                 | Oui |     |     |     | [ 57 ]           |
| Disgaea 2: Dark Hero Days                                            | PlayStation Portable                             | 26 mars 2009      | Nippon Ichi Software                     | Oui | Oui | Oui | Oui | [ 58 ]           |
| Let's Full Power Hitchhike!!!!!!!!!                                  | Wii                                              | 31 mars 2009      | DropWave                                 | Oui |     |     |     | [ 59 ]           |
| Deep Diver                                                           | Téléphones mobiles                               | 6 avril 2009      | Nippon Ichi Software                     | Oui |     |     |     | [ 60 ]           |
| Missing Parts Mobile: Naranai Orugōru                                | Téléphones mobiles                               | 6 avril 2009      | Nippon Ichi Software                     | Oui |     |     |     | [ 61 ]           |
| A Witch's Tale                                                       | Nintendo DS                                      | 28 mai 2009       | Hit Maker                                | Oui | Oui |     |     | [ 62 ]           |
| Hayarigami DS: Toshi Densetsu Kaii Jiken                             | Nintendo DS                                      | 11 juin 2009      | Nippon Ichi Software                     | Oui |     |     |     | [ 63 ]           |
| Maruhan Pachinko & Pachi-Slot Hisshō Guide Kanshū: The Pachinko Hall | Nintendo DS                                      | 25 juin 2009      | Hamster Corporation                      | Oui |     |     |     | [ 64 ]           |
| Hayarigami 2 DS: Toshi Densetsu Kaii Jiken                           | Nintendo DS                                      | 9 juillet 2009    | Nippon Ichi Software                     | Oui |     |     |     | [ 65 ]           |
| Hayarigami 3: Keishichō Kaii Jiken File                              | PlayStation Portable                             | 6 août 2009       | Nippon Ichi Software                     | Oui |     |     |     | [ 66 ]           |
| Amagōshi no Yakata Portable: Ichiyanagi Nagomu, Saisho no Junan      | PlayStation Portable                             | 17 septembre 2009 | FOG Inc.                                 | Oui |     |     |     | [ 67 ]           |
| Trinity Universe                                                     | PlayStation 3                                    | 1er octobre 2009  | Gust, Idea Factory, Nippon Ichi Software | Oui | Oui | Oui |     | [ 68 ]           |
| Antiphona no Seikahime: Tenshi no Score Op.A (ja)                    | PlayStation Portable                             | 22 octobre 2009   | O-Two Inc.                               | Oui |     |     |     | [ 69 ]           |
| Disgaea Infinite                                                     | PlayStation Portable                             | 1er novembre 2009 | Nippon Ichi Software                     | Oui | Oui | Oui |     | [ 70 ]           |
| La Pucelle Ragnarok                                                  | PlayStation Portable                             | 26 novembre 2009  | Nippon Ichi Software                     | Oui |     |     |     | [ 71 ]           |
| Naraku no Shiro Portable: Ichiyanagi Nagomu, Nidome no Junan         | PlayStation Portable                             | 17 décembre 2009  | FOG Inc.                                 | Oui |     |     |     | [ 72 ]           |
| Last Rebellion                                                       | PlayStation 3                                    | 28 janvier 2010   | Hit Maker, Nippon Ichi Software          | Oui | Oui | Oui |     | [ 73 ]           |
| Cladun: This is an RPG                                               | PlayStation Portable                             | 18 février 2010   | System Prisma                            | Oui | Oui | Oui |     | [ 74 ]           |
| Kōri no Haka: Ichiyanagi Nagomu, Sandome no Junan                    | PlayStation Portable                             | 25 février 2010   | FOG Inc.                                 | Oui |     |     |     | [ 75 ]           |
| Z.H.P. Unlosing Ranger VS Darkdeath Evilman                          | PlayStation Portable                             | 11 mars 2010      | Nippon Ichi Software                     | Oui | Oui | Oui |     | [ 76 ]           |
| Prinny 2: Dawn of Operation Panties, Dood!                           | PlayStation Portable                             | 25 mars 2010      | Nippon Ichi Software                     | Oui | Oui | Oui |     | [ 77 ]           |
| Uta no Prince-sama                                                   | PlayStation Portable                             | 24 juin 2010      | Nippon Ichi Software                     | Oui |     |     |     | [ 78 ]           |
| Second Novel: Kanojo no Natsu, Jūgo-bun no Kioku (ja)                | PlayStation Portable                             | 29 juillet 2010   | Text                                     | Oui |     |     |     | [ 79 ]           |
| Gendai Ibun Hayarigami: Dai Rei-wa                                   | iOS                                              | 7 août 2010       | Nippon Ichi Software                     | Oui |     |     |     | [ 80 ]           |
| Gendai Ibun Hayarigami: Dai Ichi-wa                                  | iOS                                              | 19 août 2010      | Nippon Ichi Software                     | Oui |     |     |     | [ 81 ]           |
| Gendai Ibun Hayarigami: Dai Ni-wa                                    | iOS                                              | 19 août 2010      | Nippon Ichi Software                     | Oui |     |     |     | [ 82 ]           |
| Blue Roses: Yōsei to Aoi Hitomi no Senshitachi (ja)                  | PlayStation Portable                             | 16 septembre 2010 | ApolloSoft                               | Oui |     |     |     | [ 83 ]           |
| Gendai Ibun Hayarigami: Dai Saishū Banashi                           | iOS                                              | 17 septembre 2010 | Nippon Ichi Software                     | Oui |     |     |     | [ 84 ]           |
| Phantom Brave: The Hermuda Triangle                                  | PlayStation Portable                             | 28 octobre 2010   | Nippon Ichi Software                     | Oui | Oui | Oui |     | [ 85 ]           |
| Criminal Girls (ja)                                                  | PlayStation Portable                             | 18 novembre 2010  | Imageepoch                               | Oui |     |     |     | [ 86 ]           |
| Uta no Prince-sama: Amazing Aria                                     | PlayStation Portable                             | 23 décembre 2010  | Nippon Ichi Software                     | Oui |     |     |     | [ 87 ]           |
| Uta no Prince-sama: Sweet Serenade                                   | PlayStation Portable                             | 10 février 2011   | Nippon Ichi Software                     | Oui |     |     |     | [ 88 ]           |
| Disgaea 4: A Promise Unforgotten                                     | PlayStation 3                                    | 24 février 2011   | Nippon Ichi Software                     | Oui | Oui | Oui | Oui | [ 89 ]           |
| Cladun X2                                                            | PlayStation Portable                             | 24 mars 2011      | System Prisma                            | Oui | Oui | Oui | Oui | [ 90 ]           |
| Disgaea: Netherworld Unbound                                         | Android                                          | 16 mai 2011       | GMO Internet                             | Oui |     |     |     | [ 91 ]           |
| Bikkuriman Kanjuku Haoh: Sanmi Dōran Sensōki (ja)                    | Nintendo 3DS                                     | 21 juillet 2011   | Nippon Ichi Software                     | Oui |     |     |     | [ 92 ]           |
| Uta no Prince-sama Repeat                                            | PlayStation Portable                             | 11 août 2011      | Nippon Ichi Software                     | Oui |     |     |     | [ 93 ]           |
| Makai Kingdom Portable                                               | PlayStation Portable                             | 6 octobre 2011    | Nippon Ichi Software                     | Oui |     |     |     | [ 94 ]           |
| Uta no Prince-sama Music                                             | PlayStation Portable                             | 24 novembre 2011  | Nippon Ichi Software                     | Oui |     |     |     | [ 95 ]           |
| Disgaea 3: Absence of Detention                                      | PlayStation Vita                                 | 17 décembre 2011  | Nippon Ichi Software                     | Oui | Oui | Oui | Oui | [ 96 ]           |
| Web Phantom Brave                                                    | Navigateur web                                   | 14 mars 2012      | Gamania                                  | Oui |     |     |     | [ 97 ]           |
| Legasista                                                            | PlayStation 3                                    | 15 mars 2012      | System Prisma                            | Oui | Oui | Oui |     | [ 98 ]           |
| Uta no Prince-sama Debut                                             | PlayStation Portable                             | 24 mai 2012       | Nippon Ichi Software                     | Oui |     |     |     | [ 99 ]           |
| Special Report Division (ja)                                         | PlayStation Vita                                 | 23 août 2012      | Nippon Ichi Software                     | Oui |     |     |     | [ 100 ]          |
| Disgaea Makai Collection                                             | Android, téléphones mobiles                      | 24 septembre 2012 | Dione Entertainment                      | Oui |     |     |     | [ 101 ]          |
| Missing Parts: The Tantei Stories Complete                           | PlayStation Portable                             | 29 novembre 2012  | FOG Inc.                                 | Oui |     |     |     | [ 102 ]          |
| The Guided Fate Paradox                                              | PlayStation 3                                    | 24 janvier 2013   | Nippon Ichi Software                     | Oui | Oui | Oui | Oui | [ 103 ]          |
| Uta no Prince-sama All Star                                          | PlayStation Portable                             | 7 mars 2013       | Nippon Ichi Software                     | Oui |     |     |     | [ 104 ]          |
| Disgaea D2: A Brighter Darkness                                      | PlayStation 3                                    | 20 mars 2013      | Nippon Ichi Software                     | Oui | Oui | Oui | Oui | [ 105 ]          |
| Disgaea Legion Battle                                                | Android                                          | 25 avril 2013     | Nippon Ichi Software                     | Oui |     |     |     | [ 106 ]          |
| Z/X Zillions of Enemy X: Zekkai no Crusade                           | PlayStation 3                                    | 23 mai 2013       | Nippon Ichi Software                     | Oui |     |     |     | [ 107 ]          |
| The Witch and the Hundred Knight                                     | PlayStation 3                                    | 25 juillet 2013   | Nippon Ichi Software                     | Oui | Oui | Oui | Oui | [ 108 ]          |
| Uta no Prince-sama Music 2                                           | PlayStation Portable                             | 5 septembre 2013  | Nippon Ichi Software                     | Oui |     |     |     | [ 109 ]          |
| Battle Princess of Arcadias (ja)                                     | PlayStation 3                                    | 26 septembre 2013 | Nippon Ichi Software                     | Oui | Oui | Oui | Oui | [ 110 ]          |
| Kamigami no Asobi: Ludere deorum                                     | PlayStation Portable                             | 24 octobre 2013   | Nippon Ichi Software                     | Oui |     |     |     | [ 111 ]          |
| Criminal Girls: Invite Only (ja)                                     | PlayStation Vita                                 | 28 novembre 2013  | Imageepoch                               | Oui | Oui | Oui | Oui | [ 112 ]          |
| Disgaea 4: A Promise Revisited                                       | PlayStation Vita                                 | 30 janvier 2014   | Nippon Ichi Software                     | Oui | Oui | Oui | Oui | [ 113 ]          |
| If You Thought It Was Harem Paradise, It Was Yandere Hell (ja)       | PlayStation 3                                    | 24 avril 2014     | Nippon Ichi Software                     | Oui |     |     |     | [ 114 ]          |
| Hotaru no Nikki: The Firefly Diary                                   | PlayStation Vita                                 | 19 juin 2014      | Nippon Ichi Software                     | Oui | Oui | Oui | Oui | [ 115 ]          |
| Shin Hayarigami (ja)                                                 | PlayStation 3, PlayStation Vita                  | 7 août 2014       | Nippon Ichi Software                     | Oui |     |     |     | [ 116 ]          |
| The Awakened Fate Ultimatum                                          | PlayStation 3                                    | 25 septembre 2014 | Nippon Ichi Software                     | Oui | Oui | Oui | Oui | [ 117 ]          |
| Great Edo Blacksmith                                                 | PlayStation Vita                                 | 27 novembre 2014  | Nippon Ichi Software                     | Oui |     |     |     | [ 118 ]          |
| Criminal Girls: Busse                                                | Web browser                                      | 6 janvier 2015    | Nippon Ichi Software                     | Oui |     |     |     | [ 119 ]          |
| Fuuraiki 3 (ja)                                                      | PlayStation Vita                                 | 19 février 2015   | FOG Inc.                                 | Oui |     |     |     | [ 120 ]          |
| Uta no Prince-sama All Star After Secret                             | PlayStation Portable                             | 26 février 2015   | Nippon Ichi Software                     | Oui |     |     |     | [ 121 ]          |
| Disgaea 5: Alliance of Vengeance                                     | PlayStation 4                                    | 26 mars 2015      | Nippon Ichi Software                     | Oui | Oui | Oui | Oui | [ 122 ]          |
| The Witch and the Hundred Knight Revival Edition                     | PlayStation 4                                    | 25 septembre 2015 | Nippon Ichi Software                     | Oui | Oui | Oui | Oui | [ 123 ]          |
| Yomawari: Night Alone                                                | PlayStation Vita                                 | 29 octobre 2015   | Nippon Ichi Software                     | Oui | Oui | Oui | Oui | [ 124 ]          |
| Criminal Girls 2                                                     | PlayStation Vita                                 | 26 novembre 2015  | Nippon Ichi Software                     | Oui | Oui | Oui | Oui | [ 125 ]          |
| Hero Must Die                                                        | PlayStation Vita                                 | 15 février 2016   | Pyramid                                  | Oui |     |     |     | [ 126 ]          |
| Disgaea PC                                                           | Microsoft Windows                                | 24 février 2016   | Nippon Ichi Software                     | Oui | Oui | Oui | Oui | [ 127 ]          |
| Kamigami no Asobi InFinite                                           | PlayStation Portable, PlayStation Vita           | 21 avril 2016     | Nippon Ichi Software                     | Oui |     |     |     | [ 128 ]          |
| A Rose in the Twilight                                               | PlayStation Vita                                 | 26 avril 2016     | Nippon Ichi Software                     | Oui | Oui | Oui | Oui | [ 129 ]          |
| Hotaru no Nikki: The Firefly Diary                                   | Microsoft Windows                                | 18 mai 2016       | Nippon Ichi Software                     | Oui | Oui | Oui | Oui | [ 130 ]          |
| Cladun Returns: This is Sengoku!                                     | PlayStation Vita                                 | 26 mai 2016       | Nippon Ichi Software                     | Oui | Oui | Oui | Oui | [ 131 ]          |
| Labyrinth of Refrain: Coven of Dusk                                  | PlayStation Vita                                 | 23 juin 2016      | Nippon Ichi Software                     | Oui |     |     |     | [ 132 ]          |
| Shin Hayarigami 2 (ja)                                               | PlayStation 3, PlayStation 4, PlayStation Vita   | 7 juillet 2016    | Nippon Ichi Software                     | Oui |     |     |     | [ 133 ]          |
| Phantom Brave PC                                                     | Microsoft Windows                                | 25 juillet 2016   | Nippon Ichi Software                     | Oui | Oui | Oui | Oui | [ 134 ]          |
| The Longest Five Minutes                                             | PlayStation Vita                                 | 28 juillet 2016   | Nippon Ichi Software, Syupro-DX          | Oui | Oui | Oui | Oui | [ 135 ]          |
| Yomawari: Night Alone                                                | Microsoft Windows                                | 25 octobre 2016   | Nippon Ichi Software                     | Oui | Oui | Oui | Oui | [ 136 ]          |
| Penny-Punching Princess                                              | PlayStation Vita                                 | 24 novembre 2016  | Nippon Ichi Software                     | Oui | Oui | Oui | Oui | [ 137 ]          |
| Criminal Girls: Invite Only (ja)                                     | Microsoft Windows                                | 11 janvier 2017   | Imageepoch                               | Oui | Oui | Oui | Oui | [ 138 ]          |
| Disgaea 2 PC                                                         | Microsoft Windows, macOS, Linux                  | 30 janvier 2017   | Nippon Ichi Software                     | Oui | Oui | Oui | Oui | [ 139 ]          |
| The Witch and the Hundred Knight 2                                   | PlayStation 4                                    | 23 février 2017   | Nippon Ichi Software                     | Oui | Oui | Oui | Oui | [ 140 ]          |
| Disgaea 5 Complete                                                   | Nintendo Switch                                  | 3 mars 2017       | Nippon Ichi Software                     | Oui | Oui | Oui | Oui | [ 141 ]          |
| A Rose in the Twilight                                               | Microsoft Windows                                | 11 avril 2017     | Nippon Ichi Software                     | Oui | Oui | Oui | Oui | [ 142 ]          |
| Exile Election                                                       | PlayStation 4, PlayStation Vita                  | 27 avril 2017     | Regista                                  | Oui |     |     |     | [ 143 ]          |
| Cladun Returns: This is Sengoku!                                     | Microsoft Windows, PlayStation 4                 | 6 juin 2017       | Nippon Ichi Software                     | Oui | Oui | Oui | Oui | [ 144 ]          |
| Hakoniwa Company Works                                               | PlayStation 4                                    | 13 juillet 2017   | Nippon Ichi Software                     | Oui |     |     |     | [ 145 ]          |
| Yomawari: Midnight Shadows                                           | PlayStation 4, PlayStation Vita                  | 24 août 2017      | Nippon Ichi Software                     | Oui | Oui | Oui | Oui | [ 146 ]          |
| Iwaihime: Matsuri                                                    | PlayStation 4, PlayStation Vita                  | 7 septembre 2017  | Nippon Ichi Software, Ryukishi07         | Oui |     |     |     | [ 147 ]          |
| Labyrinth of Refrain: Coven of Dusk                                  | PlayStation 4                                    | 28 septembre 2017 | Nippon Ichi Software                     | Oui | Oui | Oui | Oui | [ 148 ]          |
| Yomawari: Midnight Shadows                                           | Microsoft Windows                                | 24 octobre 2017   | Nippon Ichi Software                     | Oui | Oui | Oui | Oui | [ 149 ]          |
| The Longest Five Minutes                                             | Microsoft Windows, Nintendo Switch               | 13 février 2018   | Nippon Ichi Software, Syupro-DX          |     | Oui | Oui | Oui | [ 150 ]          |
| Anata no Shikihime Kyouikutan                                        | Nintendo Switch, PlayStation 4, PlayStation Vita | 8 mars 2018       | Nippon Ichi Software                     | Oui |     |     |     | [ 151 ]          |
| The 25th Ward: The Silver Case                                       | PlayStation 4                                    | 13 mars 2018      | Grasshopper Manufacture                  | Oui | Oui | Oui | Oui | [ 152 ]          |
| Penny-Punching Princess                                              | Nintendo Switch                                  | 30 mars 2018      | Nippon Ichi Software                     |     | Oui | Oui | Oui | [ 153 ]          |
| Liar Princess and the Blind Prince                                   | Nintendo Switch, PlayStation 4, PlayStation Vita | 31 mai 2018       | Nippon Ichi Software                     | Oui |     |     |     | [ 154 ]          |
| Ys VIII: Lacrimosa of Dana                                           | Nintendo Switch                                  | Été 2018          | Nihon Falcom, Nippon Ichi Software       | Oui | Oui | Oui | Oui | ,                |
| Disgaea Remake (titre provisoire)                                    | À venir                                          | Été 2018          | Nippon Ichi Software                     | Oui |     |     |     | [ 157 ]          |
| Labyrinth of Refrain: Coven of Dusk                                  | Microsoft Windows, Nintendo Switch               | Automne 2018      | Nippon Ichi Software                     | Oui | Oui | Oui | Oui | [ 158 ]          |
| Project Nightmare (titre provisoire)                                 | À venir                                          | À venir           | Nippon Ichi Software                     | Oui |     |     |     | [ 157 ]          |

### Nippon Ichi Indie Spirits
| Titre               | Plates-formes                                  | Date de sortie   | Développeur                          | Référence |
| ------------------- | ---------------------------------------------- | ---------------- | ------------------------------------ | --------- |
| Nidhogg             | PlayStation 4, PlayStation Vita                | 9 février 2017   | Messhof                              | [ 159 ]   |
| Back to Bed         | PlayStation 3, PlayStation 4, PlayStation Vita | 9 février 2017   | Bedtime Digital Games                | [ 159 ]   |
| Emily Wants to Play | PlayStation 4                                  | 9 février 2017   | Shawn Hitchcock                      | [ 159 ]   |
| The Sexy Brutale    | PlayStation 4                                  | 8 juin 2017      | Cavalier Game Studios, Tequila Works | [ 160 ]   |
| So Many Me          | PlayStation 4                                  | 20 juillet 2017  | Extend Studio                        | [ 161 ]   |
| Nidhogg II          | PlayStation 4                                  | 6 octobre 2017   | Messhof                              | [ 162 ]   |
| Unepic              | PlayStation 4                                  | 14 décembre 2017 | Francisco Téllez de Meneses          | [ 163 ]   |
| The Sexy Brutale    | Nintendo Switch                                | 21 décembre 2017 | Cavalier Game Studios, Tequila Works | [ 164 ]   |

### NIS America
La compagnie a pris une ampleur internationale en ouvrant le 23 décembre 2003 à Santa Ana en Californie  NIS America. Cette filiale s’occupe de localiser, de publier et de faire la promotion des titres de Nippon Ichi et de quelques autres compagnies (par exemple  Gust Corporation ou Vanillaware). Cette ouverture vint du désir de ses dirigeants de prendre en change eux-mêmes la publication de leurs produits en territoire américain sans l’aide de partenaires extérieurs comme cela fut le cas pour Disgaea: Hour of Darkness (Atlus), La Pucelle: Tactics (Mastiff) ou Rhapsody: A Musical Adventure (Atlus).
| Titre                                                     | Plates-formes                                                    | Date de sortie                                | Développeur                            | AN  | EU  | Référence |
| --------------------------------------------------------- | ---------------------------------------------------------------- | --------------------------------------------- | -------------------------------------- | --- | --- | --------- |
| Atelier Iris: Eternal Mana                                | PlayStation 2                                                    | 28 juin 2005                                  | Gust                                   | Oui | Oui | [ 165 ]   |
| Generation of Chaos                                       | PlayStation Portable                                             | 28 février 2006                               | Idea Factory                           | Oui | Oui | [ 166 ]   |
| Atelier Iris 2: The Azoth of Destiny                      | PlayStation 2                                                    | 25 avril 2006                                 | Gust                                   | Oui | Oui | [ 167 ]   |
| Blade Dancer: Lineage of Light                            | PlayStation Portable                                             | 18 juillet 2006                               | SCE Japan Studio, Hit Maker            | Oui | Oui | [ 168 ]   |
| Spectral Souls: Resurrection of the Ethereal Empires      | PlayStation Portable                                             | 26 septembre 2006                             | Idea Factory                           | Oui |     | [ 169 ]   |
| Ar tonelico: Melody of Elemia                             | PlayStation 2                                                    | 7 février 2007                                | Gust                                   | Oui |     | [ 170 ]   |
| Aedis Eclipse: Generation of Chaos                        | PlayStation Portable                                             | 24 mai 2007                                   | Idea Factory                           | Oui |     | [ 171 ]   |
| Atelier Iris 3: Grand Phantasm                            | PlayStation 2                                                    | 29 mai 2007                                   | Gust                                   | Oui | Oui | [ 172 ]   |
| Mana Khemia: Alchemists of Al-Revis                       | PlayStation 2                                                    | 31 mars 2008                                  | Gust                                   | Oui | Oui | [ 173 ]   |
| Ar tonelico II: Melody of Metafalica                      | PlayStation 2                                                    | 20 janvier 2009                               | Gust                                   | Oui | Oui | [ 174 ]   |
| Mana Khemia: Student Alliance                             | PlayStation Portable                                             | 10 mars 2009                                  | Gust                                   | Oui | Oui | [ 175 ]   |
| Puchi Puchi Virus                                         | Nintendo DS                                                      | 19 mai 2009                                   | KeysFactory                            | Oui |     | [ 176 ]   |
| Cross Edge                                                | PlayStation 3                                                    | 26 mai 2009                                   | Idea Factory                           | Oui | Oui | [ 177 ]   |
| What Did I Do to Deserve This, My Lord?                   | PlayStation Portable                                             | 16 juillet 2009                               | Acquire                                | Oui | Oui | [ 178 ]   |
| Mana Khemia 2: Fall of Alchemy                            | PlayStation 2                                                    | 25 août 2009                                  | Gust                                   | Oui |     | [ 179 ]   |
| Atelier Annie: Alchemists of Sera Island                  | Nintendo DS                                                      | 27 octobre 2009                               | Gust                                   | Oui |     | [ 180 ]   |
| Sakura Wars: So Long, My Love                             | PlayStation 2, Wii                                               | 30 mars 2010                                  | Sega, Idea Factory                     | Oui | Oui | [ 181 ]   |
| What Did I Do To Deserve This, My Lord? 2                 | PlayStation Portable                                             | 4 mai 2010                                    | Acquire                                | Oui | Oui | [ 182 ]   |
| Viral Survival                                            | Wii                                                              | 24 mai 2010                                   | Peakvox                                | Oui | Oui | [ 183 ]   |
| Atelier Rorona: The Alchemist of Arland                   | PlayStation 3                                                    | 28 septembre 2010                             | Gust                                   | Oui | Oui | [ 184 ]   |
| Hyperdimension Neptunia                                   | PlayStation 3                                                    | 15 février 2011                               | Compile Heart, Idea Factory            | Oui | Oui | [ 185 ]   |
| Ar Tonelico Qoga: Knell of Ar Ciel                        | PlayStation 3                                                    | 15 mars 2011                                  | Gust, Banpresto                        | Oui | Oui | [ 186 ]   |
| Bleach: Soul Resurrección                                 | PlayStation 3                                                    | 2 août 2011                                   | SCE Japan Studio, Racjin               | Oui | Oui | [ 187 ]   |
| Atelier Totori: The Adventurer of Arland                  | PlayStation 3                                                    | 27 septembre 2011                             | Gust                                   | Oui | Oui | [ 188 ]   |
| Cave Story 3D                                             | Nintendo 3DS                                                     | 8 novembre 2011                               | Nicalis                                | Oui | Oui | [ 189 ]   |
| Hyperdimension Neptunia mk2                               | PlayStation 3                                                    | 28 février 2012                               | Idea Factory, Compile Heart            | Oui | Oui | [ 190 ]   |
| Atelier Meruru: The Apprentice of Arland                  | PlayStation 3                                                    | 29 mai 2012                                   | Gust                                   | Oui | Oui | [ 191 ]   |
| Cladun X2                                                 | Microsoft Windows                                                | 14 août 2012                                  | System Prisma                          | Oui | Oui | [ 192 ]   |
| Way of the Samurai 4                                      | PlayStation 3                                                    | 5 octobre 2012                                | Acquire                                |     | Oui | [ 193 ]   |
| Mugen Souls                                               | PlayStation 3                                                    | 16 octobre 2012                               | Compile Heart                          | Oui | Oui | [ 194 ]   |
| Clan of Champions                                         | PlayStation 3, Microsoft Windows                                 | 30 octobre 2012                               | Acquire                                | Oui | Oui | [ 195 ]   |
| Generation of Chaos: Pandora’s Reflection                 | PlayStation Portable                                             | 19 février 2013                               | Sting Entertainment, Idea Factory      | Oui | Oui | [ 196 ]   |
| Persona 4 Golden                                          | PlayStation Vita                                                 | 22 février 2013                               | Atlus                                  |     | Oui | [ 197 ]   |
| Hyperdimension Neptunia Victory                           | PlayStation 3                                                    | 21 mars 2013                                  | Compile Heart, Idea Factory            | Oui | Oui | [ 198 ]   |
| Black Rock Shooter: The Game                              | PlayStation Portable                                             | 23 avril 2013                                 | Imageepoch                             | Oui | Oui | [ 199 ]   |
| Time and Eternity                                         | PlayStation 3                                                    | 16 juillet 2013                               | Imageepoch                             | Oui | Oui | [ 200 ]   |
| Etrian Odyssey IV: Legends of the Titan                   | Nintendo 3DS                                                     | 30 août 2013                                  | Atlus                                  |     | Oui | [ 201 ]   |
| Shin Megami Tensei: Devil Summoner - Soul Hackers         | Nintendo 3DS                                                     | 20 septembre 2013                             | Atlus                                  |     | Oui | [ 202 ]   |
| Dragon's Crown                                            | PlayStation 3, PlayStation Vita                                  | 11 octobre 2013                               | Vanillaware                            |     | Oui | [ 203 ]   |
| Danganronpa: Trigger Happy Havoc                          | PlayStation Vita                                                 | 14 février 2014                               | Spike Chunsoft                         | Oui | Oui | [ 204 ]   |
| Ys: Memories of Celceta                                   | PlayStation Vita                                                 | 21 février 2014                               | Nihon Falcom                           |     | Oui | [ 205 ]   |
| Demon Gaze                                                | PlayStation Vita                                                 | 22 avril 2014                                 | Experience Inc.                        | Oui | Oui | [ 206 ]   |
| Etrian Odyssey Untold: The Millennium Girl                | Nintendo 3DS                                                     | 2 mai 2014                                    | Atlus                                  |     | Oui | [ 207 ]   |
| Mugen Souls Z                                             | PlayStation 3                                                    | 20 mai 2014                                   | Compile Heart                          | Oui | Oui | [ 208 ]   |
| Hyperdimension Neptunia: Producing Perfection             | PlayStation Vita                                                 | 3 juin 2014                                   | Tamsoft                                | Oui | Oui | [ 209 ]   |
| Danganronpa 2: Goodbye Despair                            | PlayStation Vita                                                 | 2 septembre 2014                              | Spike Chunsoft                         | Oui | Oui | [ 210 ]   |
| Fairy Fencer F                                            | PlayStation 3                                                    | 16 septembre 2014                             | Compile Heart                          | Oui | Oui | [ 211 ]   |
| Natural Doctrine                                          | PlayStation 4, PlayStation 3, PlayStation Vita                   | 30 septembre 2014                             | Kadokawa Games                         | Oui | Oui | [ 212 ]   |
| Akiba's Trip: Undead & Undressed                          | PlayStation 4, PlayStation 3, PlayStation Vita                   | 10 octobre 2014                               | Acquire                                |     | Oui | [ 213 ]   |
| Tears to Tiara II: Heir of the Overlord                   | PlayStation 3                                                    | 11 novembre 2014                              | Aquaplus                               |     | Oui | [ 214 ]   |
| Arcana Heart 3: Love Max!!!!!                             | PlayStation 3, PlayStation Vita                                  | 21 novembre 2014                              | Examu                                  |     | Oui | [ 215 ]   |
| Persona Q: Shadow of the Labyrinth                        | Nintendo 3DS                                                     | 28 novembre 2014                              | Atlus                                  |     | Oui | [ 216 ]   |
| Under Night In-Birth Exe:Late                             | PlayStation 3                                                    | 27 février 2015                               | Ecole Software, French Bread           |     | Oui | [ 215 ]   |
| Tokyo Twilight Ghost Hunters                              | PlayStation 3, PlayStation Vita                                  | 13 mars 2015                                  | Now Production, Toybox Inc.            |     | Oui | [ 217 ]   |
| Operation Abyss: New Tokyo Legacy                         | PlayStation Vita                                                 | 9 juin 2015                                   | Experience Inc.                        | Oui | Oui | [ 218 ]   |
| Lost Dimension                                            | PlayStation 3, PlayStation Vita                                  | 28 août 2015                                  | Lancarse                               |     | Oui | [ 219 ]   |
| Onechanbara Z2: Chaos                                     | PlayStation 4                                                    | 28 août 2015                                  | Tamsoft                                |     | Oui | [ 220 ]   |
| Danganronpa Another Episode: Ultra Despair Girls          | PlayStation Vita                                                 | 1er septembre 2015                            | Spike Chunsoft                         | Oui | Oui | [ 221 ]   |
| Etrian Mystery Dungeon                                    | Nintendo 3DS                                                     | 11 septembre 2015                             | Atlus, Spike Chunsoft                  |     | Oui | [ 222 ]   |
| Dungeon Travelers 2: The Royal Library & the Monster Seal | PlayStation Vita                                                 | 16 octobre 2015                               | Sting Entertainment                    |     | Oui | [ 223 ]   |
| Devil Survivor 2: Record Breaker                          | Nintendo 3DS                                                     | 30 octobre 2015                               | Atlus                                  |     | Oui | [ 222 ]   |
| Persona 4: Dancing All Night                              | PlayStation Vita                                                 | 6 novembre 2015                               | Atlus                                  |     | Oui | [ 224 ]   |
| Rodea the Sky Soldier                                     | Nintendo 3DS, Wii, Wii U                                         | 10 novembre 2015                              | Prope, Kadokawa Games                  | Oui | Oui | [ 225 ]   |
| The Legend of Heroes: Trails of Cold Steel                | PlayStation 3, PlayStation Vita                                  | 29 janvier 2016                               | Nihon Falcom                           |     | Oui | [ 226 ]   |
| The Legend of Legacy                                      | Nintendo 3DS                                                     | 5 février 2016                                | FuRyu, Grezzo, Cattle Call             |     | Oui | [ 227 ]   |
| Etrian Odyssey 2 Untold: The Fafnir Knight                | Nintendo 3DS                                                     | 12 février 2016                               | Atlus                                  |     | Oui | [ 228 ]   |
| Stella Glow                                               | Nintendo 3DS                                                     | 11 mars 2016                                  | Imageepoch                             |     | Oui | [ 229 ]   |
| République                                                | PlayStation 4                                                    | 25 mars 2016                                  | Camouflaj, Logan Games, Darkwind Media |     | Oui | [ 230 ]   |
| Stranger of Sword City                                    | PlayStation Vita                                                 | 26 avril 2016                                 | Experience Inc.                        | Oui | Oui | [ 231 ]   |
| Grand Kingdom                                             | PlayStation 4, PlayStation Vita                                  | 17 juin 2016                                  | Monochrome Corporation                 | Oui | Oui | [ 232 ]   |
| Odin Sphere: Leifthrasir                                  | PlayStation 4, PlayStation 3, PlayStation Vita                   | 24 juin 2016                                  | Atlus                                  |     | Oui | [ 233 ]   |
| Touhou Genso Rondo: Bullet Ballet                         | PlayStation 4                                                    | 6 septembre 2016                              | Cubetype                               | Oui | Oui | [ 234 ]   |
| Psycho-Pass: Mandatory Happiness                          | PlayStation 4, PlayStation Vita, Microsoft Windows               | 13 septembre 2016                             | 5pb., Unico Inc.                       | Oui | Oui | [ 235 ]   |
| Tokyo Twilight Ghost Hunters Daybreak: Special Gigs       | PlayStation 4, PlayStation Vita, PlayStation 3                   | 21 octobre 2016                               | Now Production, Toybox Inc.            |     | Oui | [ 236 ]   |
| The Legend of Heroes: Trails of Cold Steel II             | PlayStation 3, PlayStation Vita                                  | 11 novembre 2016                              | Nihon Falcom                           |     | Oui | [ 237 ]   |
| Danganronpa 1–2 Reload                                    | PlayStation 4                                                    | 14 mars 2017                                  | Spike Chunsoft                         | Oui | Oui | [ 238 ]   |
| Touhou Genso Wanderer                                     | PlayStation 4, PlayStation Vita                                  | 21 mars 2017                                  | Aqua Style                             | Oui | Oui | [ 239 ]   |
| Touhou Double Focus                                       | PlayStation 4, PlayStation Vita                                  | 21 mars 2017                                  | Aqua Style                             | Oui | Oui | [ 239 ]   |
| The Silver Case                                           | PlayStation 4                                                    | 18 avril 2017                                 | Grasshopper Manufacture                | Oui | Oui | [ 240 ]   |
| Birthdays the Beginning                                   | PlayStation 4, Microsoft Windows                                 | 9 mai 2017                                    | Toybox Inc.                            | Oui | Oui | [ 241 ]   |
| Operation Babel: New Tokyo Legacy                         | PlayStation Vita, Microsoft Windows                              | 16 mai 2017                                   | Experience Inc.                        | Oui | Oui | [ 242 ]   |
| God Wars: Future Past                                     | PlayStation 4, PlayStation Vita                                  | 16 juin 2017                                  | Kadokawa Games                         | Oui | Oui | [ 243 ]   |
| Danganronpa Another Episode: Ultra Despair Girls          | PlayStation 4                                                    | 23 juin 2017                                  | Spike Chunsoft                         | Oui | Oui | [ 244 ]   |
| RPG Maker Fes                                             | Nintendo 3DS                                                     | 23 juin 2017                                  | Kadokawa Games                         | Oui | Oui | [ 245 ]   |
| Ys VIII: Lacrimosa of Dana                                | PlayStation 4, PlayStation Vita                                  | 12 septembre 2017                             | Nihon Falcom                           | Oui | Oui | [ 246 ]   |
| Danganronpa V3: Killing Harmony                           | PlayStation 4, PlayStation Vita, Microsoft Windows               | 26 septembre 2017                             | Spike Chunsoft                         | Oui | Oui | [ 247 ]   |
| Culdcept Revolt                                           | Nintendo 3DS                                                     | 3 octobre 2017                                | OmiyaSoft                              | Oui | Oui | [ 248 ]   |
| Touhou Kobuto V: Burst Battle                             | PlayStation 4, PlayStation Vita, Nintendo Switch                 | 10 octobre 2017                               | Cubetype                               | Oui | Oui | [ 249 ]   |
| Demon Gaze II                                             | PlayStation 4, PlayStation Vita                                  | 14 novembre 2017                              | Experience Inc.                        | Oui | Oui | [ 250 ]   |
| Tokyo Tattoo Girls                                        | PlayStation Vita, Microsoft Windows                              | 14 novembre 2017                              | Sushi Typhoon Games                    | Oui | Oui | [ 251 ]   |
| Assault Spy                                               | Microsoft Windows                                                | mai 2018 (accès anticipé)                     | Wazen                                  | Oui | Oui | [ 252 ]   |
| Fallen Legion: Rise to Glory                              | Nintendo Switch                                                  | 29 mai 2018                                   | YummyYummyTummy                        | Oui | Oui |           |
| Happy Birthdays                                           | Nintendo Switch                                                  | Été 2018                                      | Toybox Inc.                            | Oui | Oui | [ 253 ]   |
| SNK Heroines: Tag Team Frenzy                             | Nintendo Switch, PlayStation 4                                   | Été 2018                                      | SNK                                    | Oui | Oui | [ 254 ]   |
| The Lost Child                                            | PlayStation 4, PlayStation Vita                                  | 2018                                          | Crim, Kadokawa Games                   | Oui | Oui | [ 255 ]   |
| Touhou Genso Wanderer: Reloaded                           | Nintendo Switch, PlayStation 4                                   | 2018                                          | Aqua Style                             | Oui | Oui | [ 256 ]   |
| Ys VIII: Lacrimosa of Dana                                | Microsoft Windows                                                | 2018                                          | Nihon Falcom                           | Oui | Oui |           |
| Ys X: Nordics                                             | Microsoft Windows, Nintendo Switch, PlayStation 4, PlayStation 5 | JAP : 28 septembre 2023 INT : 25 octobre 2024 | Nihon Falcom                           | Oui | Oui |           |